# Luminița Gheorghiu (politiciană)
Luminița Gheorghiu (n. 1 iulie 1952) este un fost senator român ales pe listele PSD. Luminița Gheorghiu a fost validată ca senator pe data de 28 octombrie 2008 în circumscripția electorală nr.3 Argeș, în legislatura 2004-2008, când l-a înlocuit pe senatorul Nicolae Văcăroiu.